# Samuel Forey
Pour les articles homonymes, voir Forey.
Samuel Forey, né en 1981 à Fontainebleau, (Seine-et-Marne), est un journaliste indépendant français, lauréat du prix Albert-Londres en 2017.

## Biographie

### Etudes
Au lycée, Samuel Forey opte pour une filière littéraire. Il s'inscrit par la suite en fac d'Histoire, afin de se laisser le temps de s'orienter. Puis se dirige vers le Droit, pour plus de perspectives.
Des drames familiaux, dont la mort de ses parents, bouleversent ses études. À leur reprise en 2003, il s'oriente vers un IUP en information, à Bordeaux et Grenoble. Et part à Istanbul dans le cadre du programme Erasmus.
En rentrant, Samuel Forey effectue un master de journalisme au Celsa à Paris.
Il étudie également un an en Syrie où il apprend l'arabe.

### Carrière
Ses six premières années de journaliste se révèlent compliquées, ses sujets ou projets documentaires ne sont pas pris. Pendant 3 ans, il travaille principalement pour Télérama.
Remis en question par la révolution tunisienne, il part en Égypte dès les premières manifestations en 2011. Entre février et l’automne, il effectue quelques piges pour Midi libre et des directs pour BFM TV et RMC. Puis rédige 25 papiers pour Le Point. « Cela ne vaut pas le coup de mourir pour un article ou une photo. Mais c’est quelque chose qui peut arriver. » - Samuel Forey » En juillet 2017, Samuel Forey reçoit le 79e prix Albert-Londres de la presse écrite pour ses reportages publiés dans Le Figaro sur la bataille de Mossoul en Irak. Quelques jours auparavant, le 19 juin 2017, il a survécu à l'explosion d'une mine artisanale à Mossoul qui a tué son fixeur Bakhtiyar Haddad ainsi que les journalistes Stéphan Villeneuve et Véronique Robert.
En septembre 2017, il reçoit le Prix Bayeux-Calvados des correspondants de guerre.
Il rejoint en janvier 2018 la rédaction de l'hebdomadaire Ebdo.
Depuis décembre 2020, il est correspondant à Jérusalem pour Libération, et Le Soir.
Le 1er février 2023, il publie son premier roman, Les Aurores incertaines. Il y raconte six années à couvrir les guerres au Moyen-Orient. Pour cet ouvrage, il reçoit le prix littéraire Frantz Di Rippel (prix du jury) en octobre 2023,.